# 중등학교

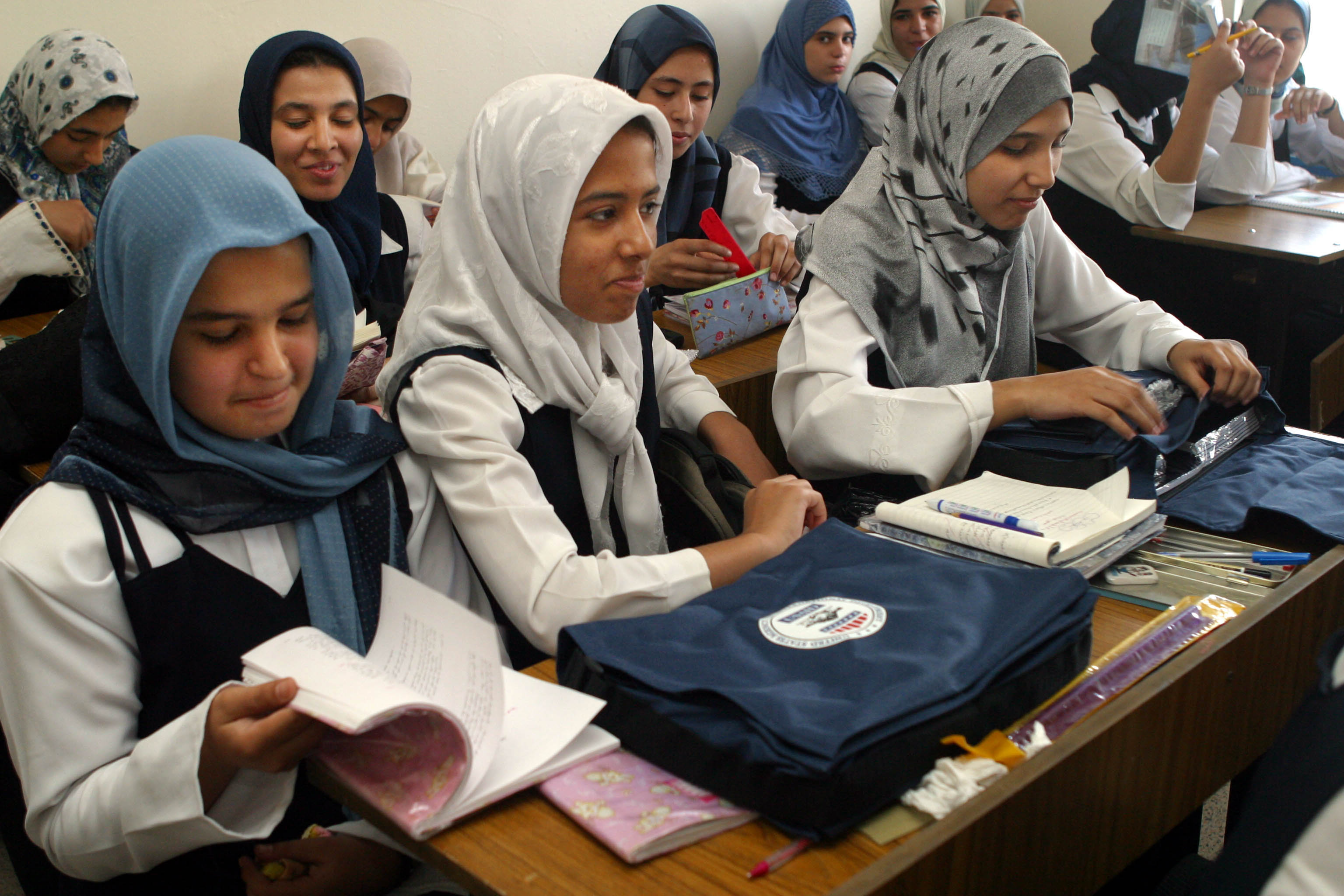

중등학교(中等學校, secondary school 또는 high school)는 중등 교육 (중학교 등의 교육)과 후기 중등 교육 (고등학교 등의 교육)을 제공하는 기관이다.
대한민국 및 미국의 중등 교육에서는 중학교와 고등학교가 분리되어 있다. 영국에서는 대부분의 공립학교와 사립학교가 11-16세 또는 11-18세 사이의 학생을 받아들인다. 일부 영국 학교, 즉 공립학교는 13세에서 18세 사이의 학생을 수용한다.
중등학교에서는 초등학교에 이어 직업 또는 고등 교육을 준비한다. 많은 나라에서 16세까지의 중등 교육이 의무 교육이다.

## 학년 구분
| 연령       | 연령            | 11–12       | 12–13         | 13–14         | 14–15         | 15–16         | 16–17              | 17–18              |
| ---------- | --------------- | ----------- | ------------- | ------------- | ------------- | ------------- | ------------------ | ------------------ |
| 미국       | 학년            | 6           | 7             | 8             | 9             | 10            | 11                 | 12                 |
| 미국       | 구분            | 중학교      | 중학교        | 중학교        | 고등학교      | 고등학교      | 고등학교           | 고등학교           |
| 영국       | 잉글랜드/웨일즈 | 7           | 8             | 9             | 10            | 11            | 12                 | 13                 |
| 영국       | 스코틀랜드      |             | S1            | S2            | S3            | S4            | S5                 | S6                 |
| 영국       | 북아일랜드      | 8           | 9             | 10            | 11            | 12            | 13                 | 14                 |
| 아일랜드   | 다른 이름       |             | 주니어 사이클 | 주니어 사이클 | 주니어 사이클 | 전환 학년     | 시니어 사이클      | 시니어 사이클      |
| 아일랜드   | 클래스 & 학년   | 6클래스     | 1학년         | 2학년         | 3학년         | 4학년         | 5학년              | 6학년              |
| 자메이카   | 다른 이름       | First       | Second        | Third         | Fourth        | Fifth         | Lower Sixth (6B)   | Upper Sixth (6A)   |
| 자메이카   | 학년            | 7           | 8             | 9             | 10            | 11            | 12                 | 13                 |
| 자메이카   | 구분            | 하급학교    | 하급학교      | 하급학교      | 상급학교      | 상급학교      | 식스폼(Sixth Form) | 식스폼(Sixth Form) |
| ISCED 레벨 | ISCED 레벨      | 2           | 2             | 2             | 3             | 3             | 3                  | 3                  |
| 인도네시아 | 학년            | 6           | 7             | 8             | 9             | 10            | 11                 | 12                 |
| 인도네시아 | 다른 이름       | SD 끌라스 6 | SMP 끌라스 7  | SMP 끌라스 8  | SMP 끌라스 9  | SMA 끌라스 10 | SMA 끌라스 11      | SMA 끌라스 12      |

## 같이 보기
- 유치원
- 중등교육
- 3차 교육
- 중학교
- 고등학교